# Méningite carcinomateuse

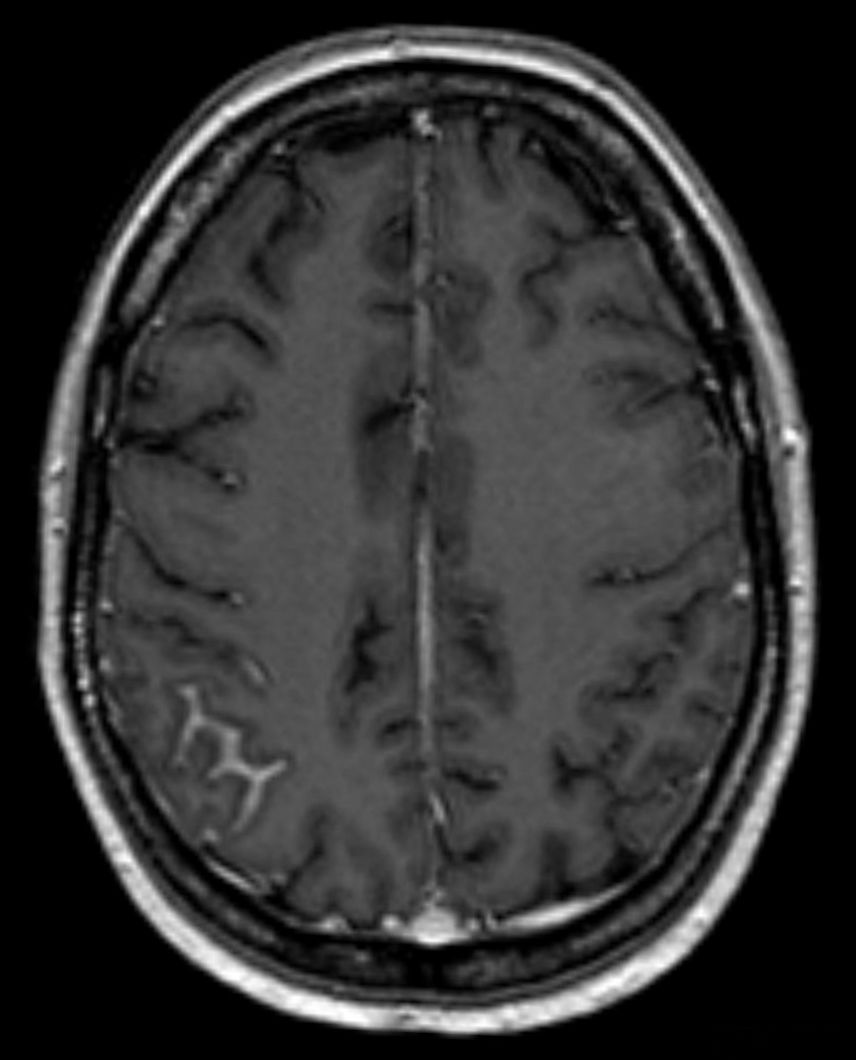
Exemple de cette méningite

La méningite carcinomateuse est l'envahissement des méninges par des cellules cancéreuses. Il s'agit d'une localisation métastatique de tumeur solide.

## Épidémiologie
La méningite carcinomateuse complique 5 % des tumeurs solides, les plus fréquentes étant les cancers du sein, des poumons et les mélanomes. Elle peut être également consécutive à une leucémie ou à un lymphome.

## Physiopathologie
L'envahissement peut léser les nerfs crâniens, les vaisseaux sanguins locaux, créant une ischémie, obstruer les voies du liquide cérébrospinal ou comprimer directement le tissu cérébral.

## Symptômes
Ils sont en rapport avec la localisation : céphalées, déficits neurologiques divers, épilepsie.

## Diagnostic
L'analyse des cellules dans le liquide cérébrospinal lors d'une ponction lombaire peut faire le diagnostic mais nécessite parfois d'être répétée, l'absence de cellules suspectes se voyant dans un quart des cas. L'IRM cérébrale peut également aider.

## Pronostic
Il s'agit d'une atteinte grave avec une durée de vie ne dépassant pas généralement quelques mois.

## Traitement
Il n'y a pas de chirurgie curative. Une radiothérapie ciblée sur la zone concernée peut être proposée ainsi qu'une chimiothérapie générale ou locale.